# Hot pants
Pour les articles homonymes, voir Hot Pants (musique).

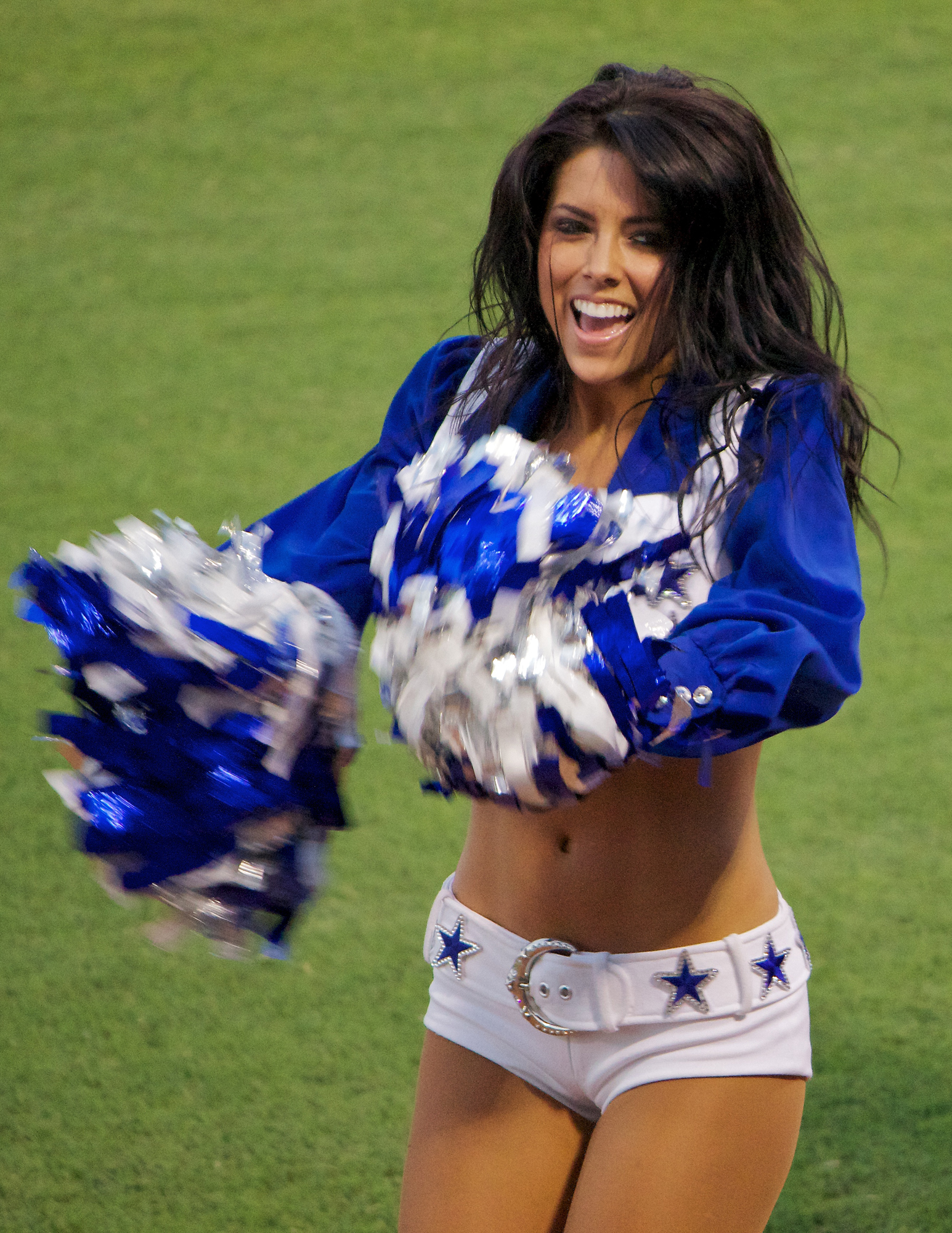
Une pom-pom girl des Cowboys de Dallas portant un type de hotpants (2011)

Le terme Hot pants (ou hotpants ou encore booty shorts) est un néologisme des années 1980/90 donné aux variantes très courtes héritées de l'âge d'or des années 1970, du vêtement appelé short.

## Historique
À ses débuts, le short ressemble aux bermudas actuels puis il va progressivement se raccourcir et devenir minimaliste au gré des modes et de sa fonction de vêtement de sport, de loisirs ou de séduction.  « Less is more… » le vêtement short féminin prend alors peu à peu la dénomination de hot pants ou booty shorts dans ses variantes les plus courtes.
D'autres synonymes de cette variante du short court suivront comme short shorts, ou daisy dukes (une variante en denim). Le terme de Daisy Duke fut donné en référence au personnage du nom, dans la série populaire Shérif, fais-moi peur (1979) où Catherine Bach exhibait ses jambes interminables dans une minuscule pièce de Jeans taillée en un très court short,.
Dans ses versions les plus extrêmes, le hot pants aboutit au minishort, micro short ou skimpy short qui finit par ressembler à un article de lingerie. Il est cependant porté comme un vêtement à part entière. Une norme populaire conduit à classifier comme skimpy short les shorts de moins de 2 pouces (0 à 5 cm maxi) d'entrejambe.
le knockout shorts est une version légèrement plus longue du hotpants.

longueur et coupe du hot pants en comparaison du short : le vetement ne descend plus sur les jambes et ne couvre que les fesses (booty short au sens littéral du terme).
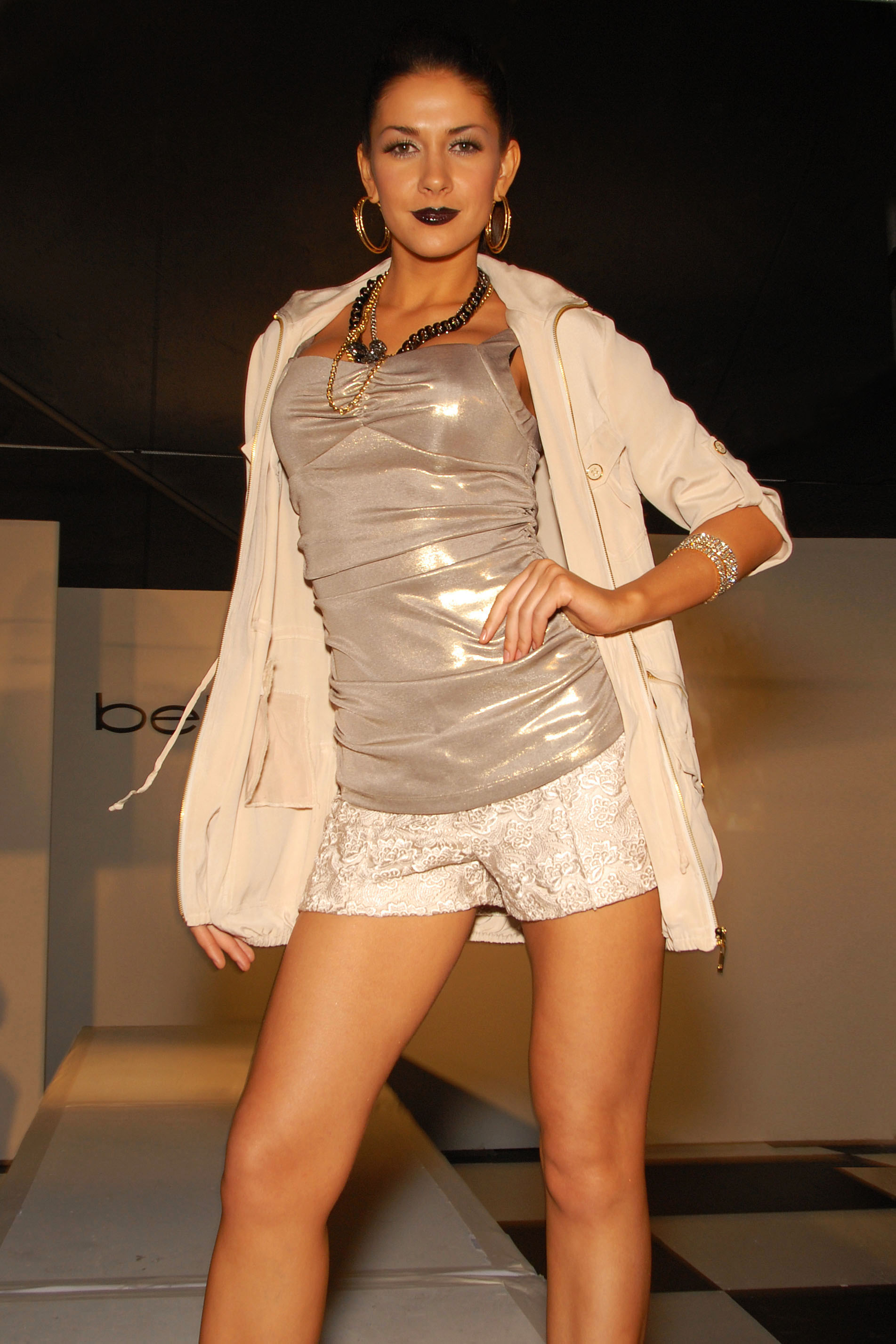
Un exemple de knockout short créé par la styliste Larysa Poznyak pour Bebe Stores, 2008 (l'entrejambe est un peu plus long que pour le microshort)
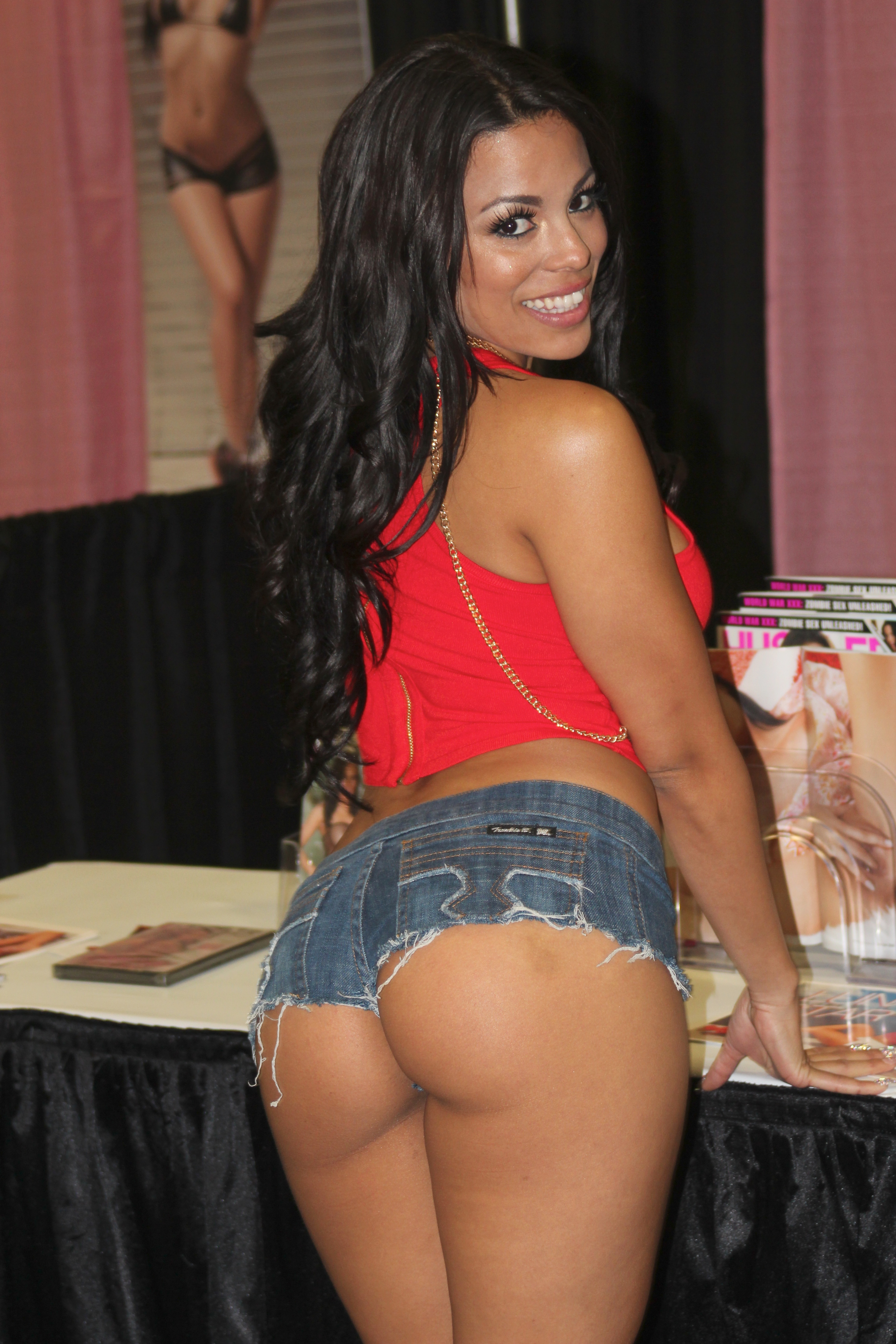
La version denim du hot pants : le Daisy Dukes (dans une des versions les plus courtes), 2013
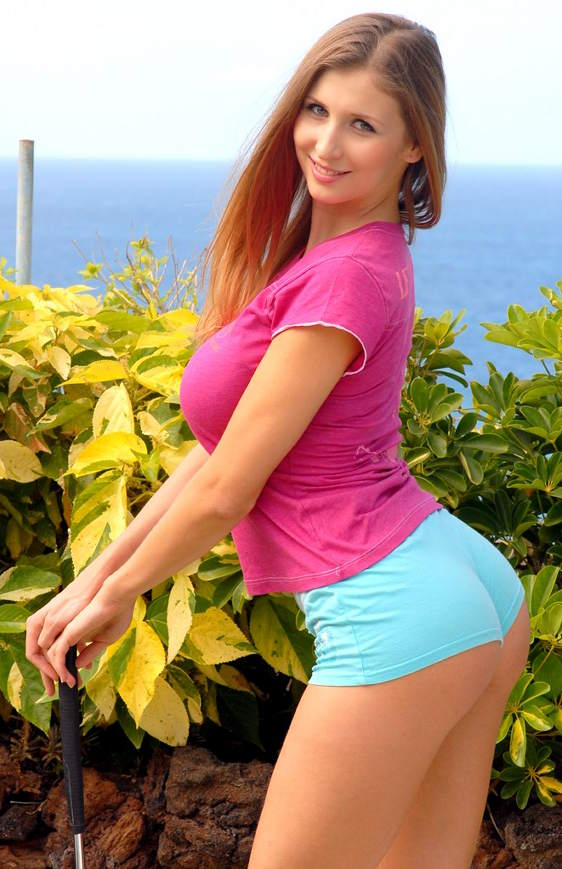
le mannequin Claudia Ciesla en skimpy short, 2010
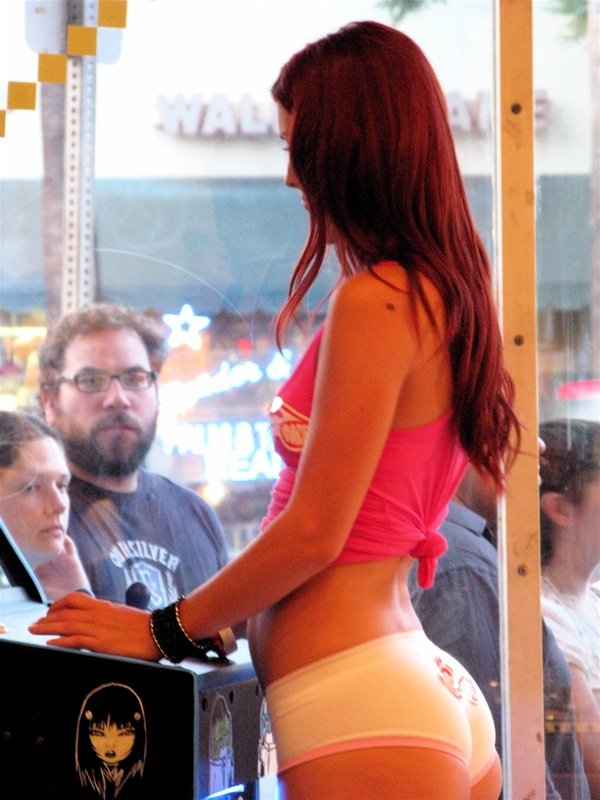
le skimpy short ou microshort, dans ses versions les plus extrêmes aux limites de l'article de lingerie
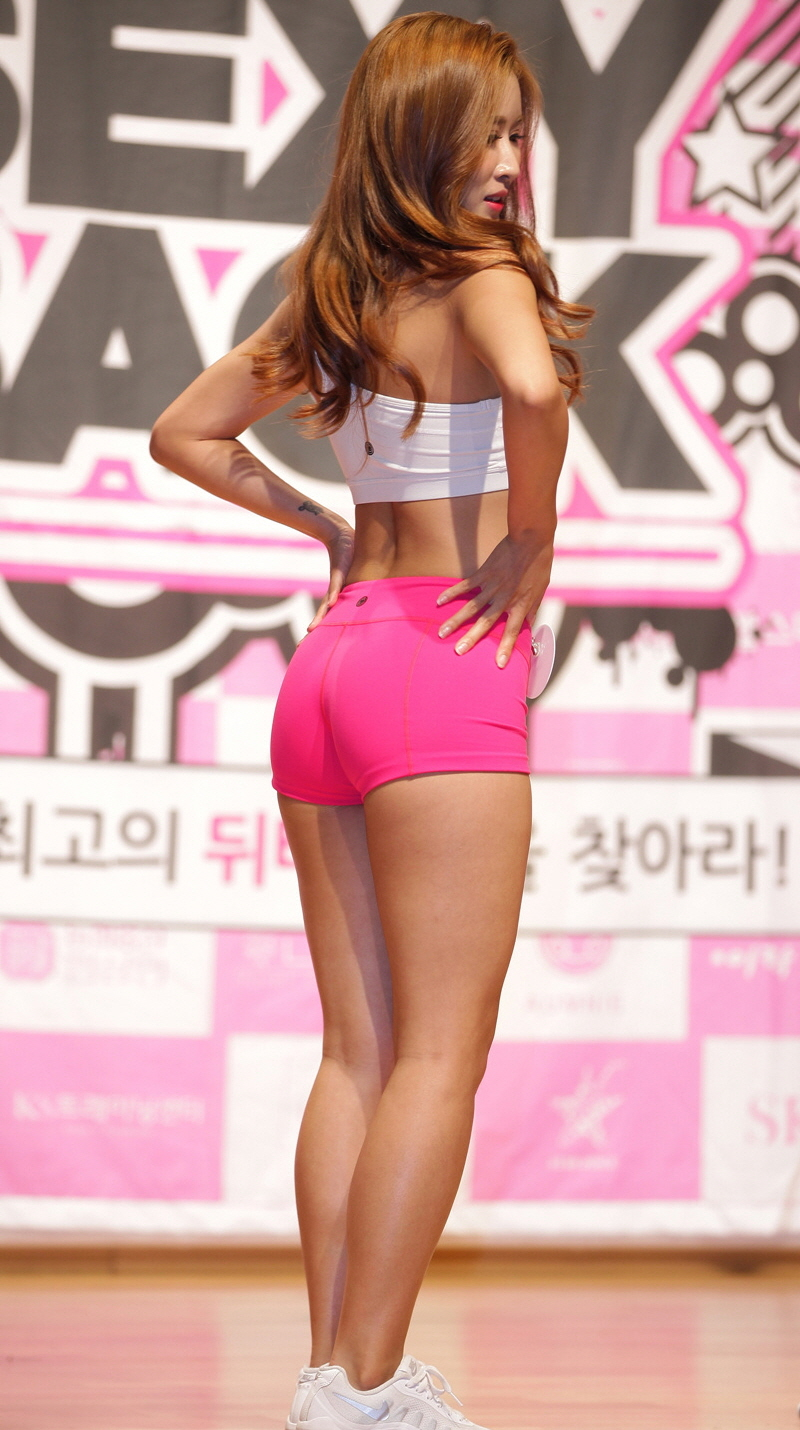
une mode qui se développe dans les universités d'Asie[12], pour y être finalement prohibée en Chine[13].

### Émergence de la mode des hot pants
Dès 1949, Silvana Mangano s'affiche à l'écran en short court dans Riz amer, faisant d'elle immédiatement un sex-symbol.
Marlène Dietrich revendique l'invention du hot pants avant l'heure : Lors d'une soirée d’ouverture du cirque Ringling Bros. and Barnum & Bailey Circus en avril 1953 au Madison Square Garden à New York avec un grand nombre de vedettes et autres célébrités de l'époque, Marlène fut promue au rang de maitresse de la cérémonie. Dans l'intention d'attirer l'attention sur ses jambes légendaires, elle conçut une tenue dont elle dira quelques années après,: «J’ai inventé le mini-short, qu'on appellera  plus tard le « hot pants ».
À la fin des années 1960, l'industrie de la mode tente de promouvoir la jupe midi ou jupe mi-longue en remplacement à la mode de la minijupe passée de mode, mais également la « micro-minijupe ». Contrairement à l'accueil tiède de la jupe midi, certaines acheteuses adoptent avec enthousiasme l'idée du short très court. Eleanor Lambert attribue à Mariuccia Mandelli de la marque italienne Krizia la création du premier « hot pants » en 1970. Mais c'est le magazine Women's Wear Daily, qui en 1970, donne le nom de « hot pants » à ces shorts très courts, afin de décrire les créations de Dorothée Bis.
Les hotpants, sont selon diverses sources, également crédités à Mary Quant, qui les aurait promus dès la fin des années 1960,,. Ils sont quelque part l'héritage de la mini jupe qui raccourcissait année après année. De nombreux stylistes occidentaux ont produit leurs propres versions de hotpants à tous les prix, y compris Yves Saint Laurent, Valentino, Halston ou Betsey Johnson. Courrèges ou Dior en incluent même dans leurs défilés.
Les hotpants sont alors disponibles pour les femmes, les hommes et les enfants, mais ce short très court est essentiellement porté par les femmes. Jacqueline Kennedy Onassis achète un hotpants pour faire du bateau, tandis qu'Elizabeth Taylor, Raquel Welch et Jane Fonda figurent parmi les autres grandes images de cette mode sexy. Les shorts courts étaient également portés par des hommes tels que David Bowie dans sa vague Glam Rock, Sammy Davis Jr. ou Liberace. Les shorts courts pour hommes (équivalents des hotpants féminins) étaient significativement plus longs que les versions pour femmes, mais restaient plus courts que les shorts usuels de l'époque.
La chanson de James Brown disant « Hot Pants - She Got to Use What She Got to Get What She Wants » (« elle doit utiliser ce qu'elle a pour obtenir ce qu'elle veut »), sortie en août 1971, est selon son tromboniste Fred Wesley, inspirée par les femmes de toutes couleurs portant ce type de vêtement au Black and White Club de Bruxelles. Cette chanson donne la popularité au terme « hot pants ». Portés en différentes matières telles la laine, le cuir, le jeans ou le satin brillant, les hot pants préfigurent la mode disco. À la fin des années 1970 est présente sur les écrans Lynda Carter dans le rôle de Wonder Woman ; avec son short et ses bottes rouges, elle devient l’icône du XXe siècle en ce qui concerne les hot pants.
Dans les années 1980, les hot pants sont portés par les rappeuses. La décennie voit apparaitre toutes sortes de matières synthétiques qui permettent de réduire encore la taille des shorts jusqu'à l'extrême. Pourtant, durant ces années là, les shorts très courts ne sont plus vraiment dans la tendance et il faudra attendre la fin des années 1990 pour voir leur retour lorsque le short court sert à habiller le personnage de Lara Croft.

### Depuis les années 2000
En 2000, Kylie Minogue portait un short hotpants en lamé or très remarqué dans son clip vidéo pour Spinning Around,, ce qui a focalisé l'attention des médias sur ce vêtement,. Cette tenue de scène a été offerte par Kylie Minogue à la Performing Arts Collection du musée des arts de la scène (Arts Centre Melbourne) de Melbourne, où elle est décrite comme « l'un des éléments les plus identifiables de la culture populaire contemporaine ».
Les hotpants, également appelés booty shorts, continuent de gagner en popularité jusque dans les années 2010 où ce vêtement est même vu porté par des têtes couronnées. Ce short dont la connotation sexy peut causer débat, reste pour autant l'apanage de contextes particuliers, tels que South Beach à Miami et Venice Beach, à Los Angeles, dont les environnements beach-to-bar (i.e. même tenue pour aller de la plage aux bars) suggèrent des dress codes uniques.

## Du symbole libertaire à l'uniforme
Au-delà d'une certaine pudeur franchie, les hot pants restent l'objet d'une « féminité affirmée », montrant jambes longues et preuve d'une volonté de séduire. De l’emblème d'une liberté extrême héritée du mouvement hippie (la liberté du corps ou body freedom) de la fin des années 1960, le hotpants a été détourné en uniformes portés d'abord par les pom-pom girls, et les artistes-interprètes (Claudettes),, et immédiatement après dans certaines industries de services, jusqu'à être considéré dans les années 2010 comme un argument touristique lorsqu'il fait partie de l'uniforme officiel de la police de Brummana au Liban,.
La compagnie aérienne américaine Southwest Airlines devient célèbre pour l'uniforme des hotpants de ses hôtesses (surnommées les « Love Birds ») dans les années 1970, comme l'indiquait dans la campagne le slogan « Quelqu'un d'autre qui vous aime ».

## Controverses et interdictions
Le hot pants est devenu l'une des tenues courantes d'étudiantes[réf. souhaitée] de nombreuses universités américaines (en Floride particulièrement mais également au Texas...) où elle constituait initialement l'une des pièces maitresses des uniformes des pom-pom girls ou cheerleaders de l'équipe sportive universitaire, mais le hotpants est rapidement devenu l'une des tenues de prédilection pour assister aux cours. Cette liberté de mœurs est largement débattue, au sein de la communauté étudiante[réf. souhaitée]. La tendance s'est propagée à l'Europe et à l'Asie, renforçant le débat entre liberté individuelle et uniforme scolaire imposé. Récemment, la Chine a formulé une interdiction de ce type de tenue, considérée comme trop suggestive.